# Wiener Neustadt
Wiener Neustadt (węg. Bécsújhely) – miasto statutarne w północno-wschodniej Austrii, w kraju związkowym Dolna Austria, siedziba powiatu Wiener Neustadt-Land, do którego jednak nie należy. Leży na południe od Wiednia, na wysokości 265 m n.p.m. i liczy 47,9 tys. mieszkańców (1 stycznia 2023).
Nazwa miasta dosłownie oznacza Nowe Miasto Wiedeńskie i w takim właśnie znaczeniu funkcjonuje oficjalnie jako egzonim m.in. w językach: czeskim (Vídeňské Nové Město) i słowackim (Viedenské Nové Mesto).

## Historia

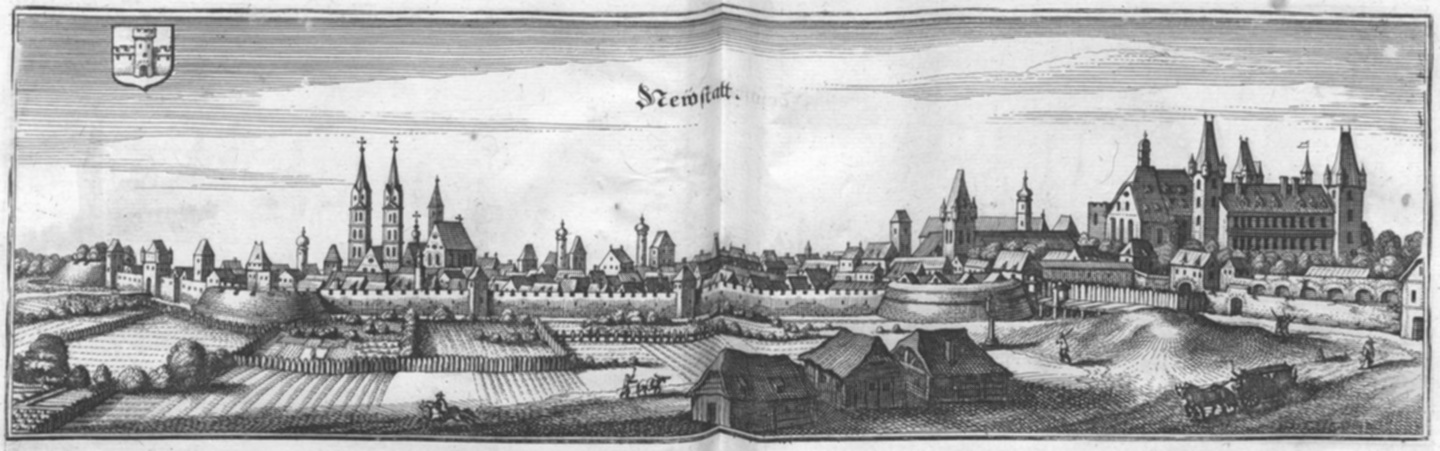
Miasto w XVII wieku

Miasto zostało założone w 1192 roku przez Babenbergów jako twierdza przeciw Węgrom. W 1241 miejscowość najechali Mongołowie. W 1350 roku uzyskało prawa miejskie. Na XV wiek przypadł rozkwit miasta. W 1463 podpisano tu traktat pokojowy pomiędzy Węgrami a Świętym Cesarstwem Rzymskim. W 1469 papież Paweł II powołał nową diecezję katolicką z siedzibą w mieście. Miasto zostało częścią Węgier w 1487 po zwycięskim oblężeniu, jednakże po kilku latach znów przypadło Austrii.
W 1671 w mieście zostali straceni Chorwaci Petar Zrinski i Fran Krsto Frankopan, oskarżeni o spisek antyhabsburski.
Po anschlussie miasto wchodziło w skład III Rzeszy w latach 1938–1945.

## Zabytki
Wybrane zabytki:

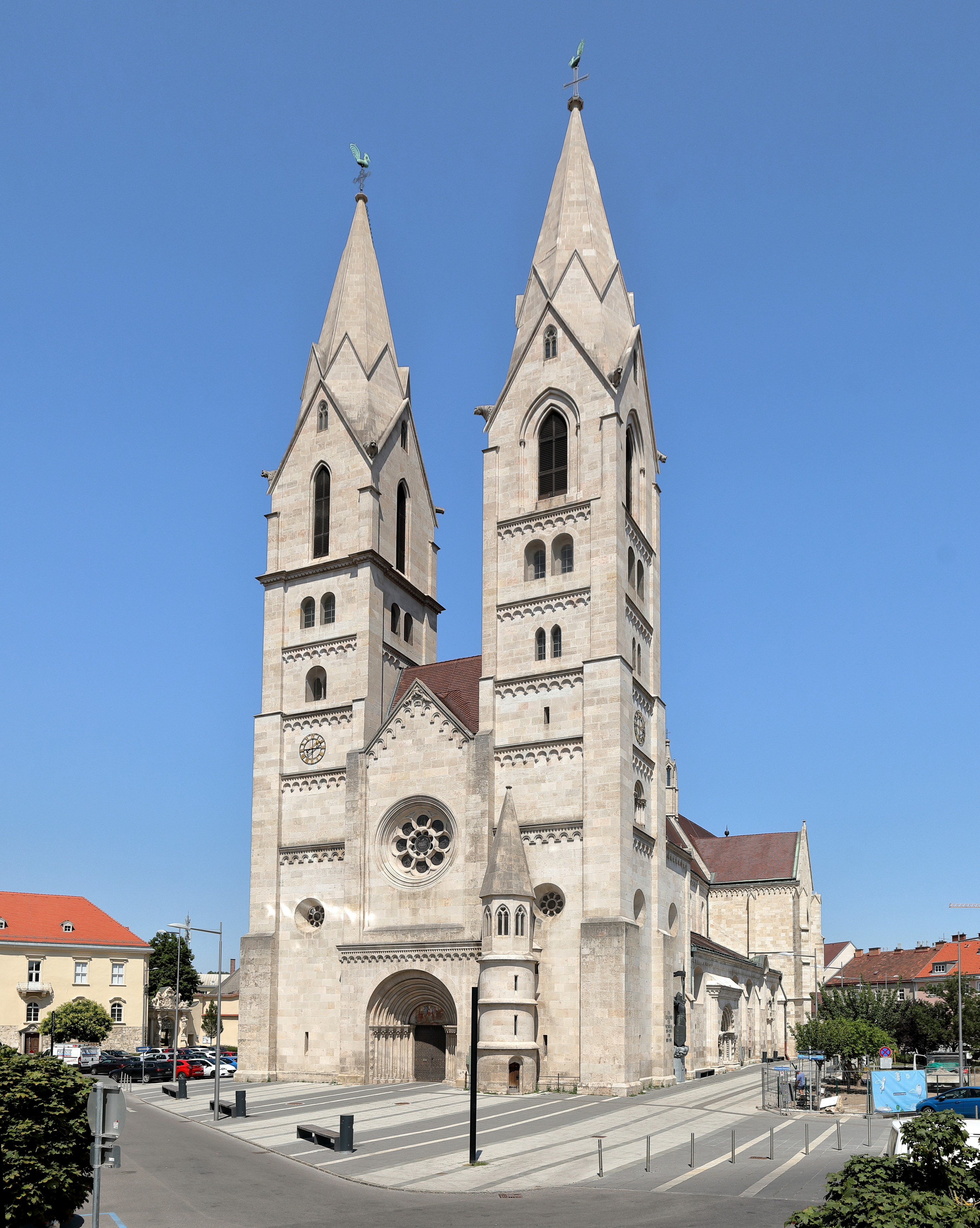
Katedra
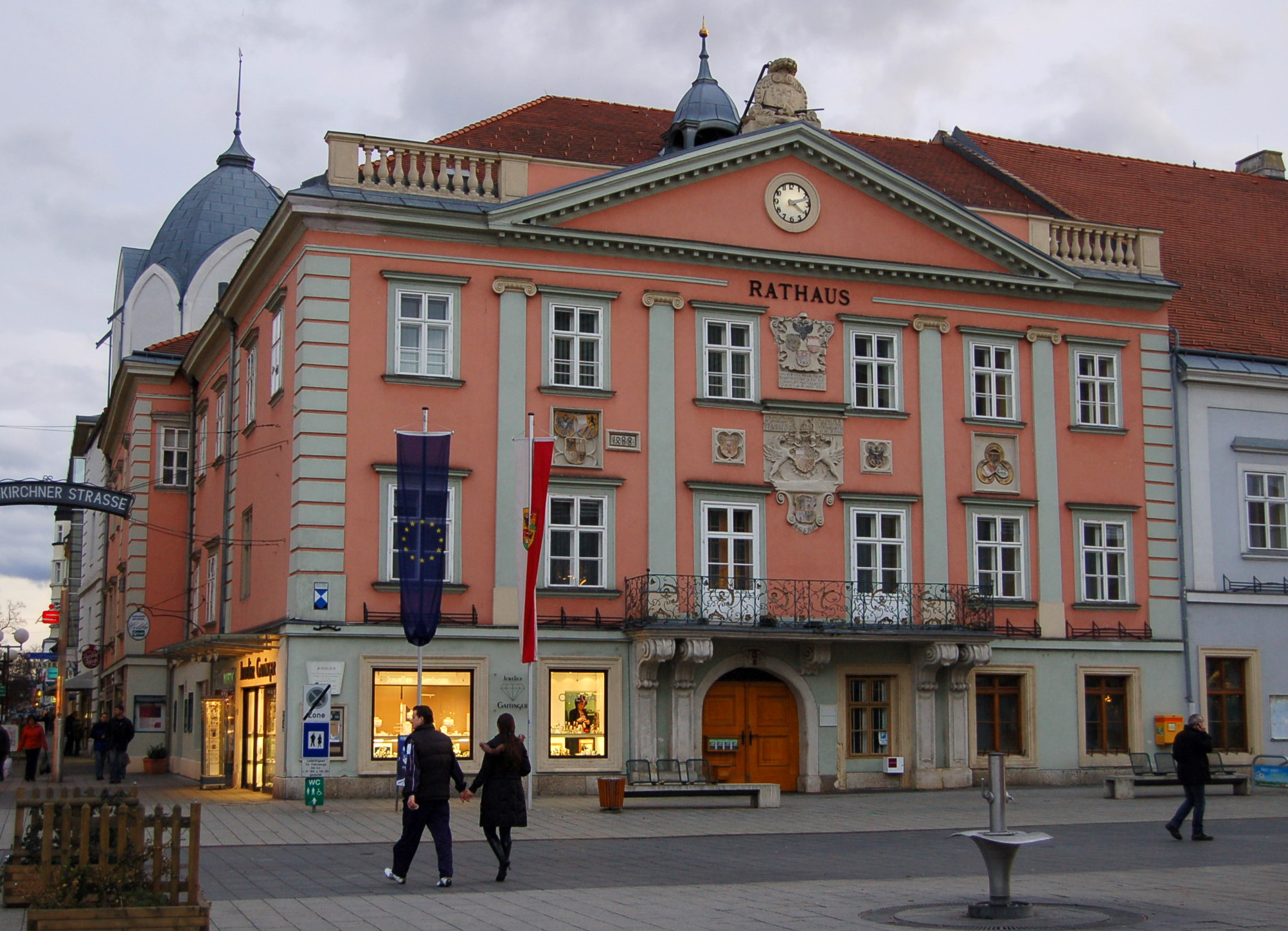
Ratusz
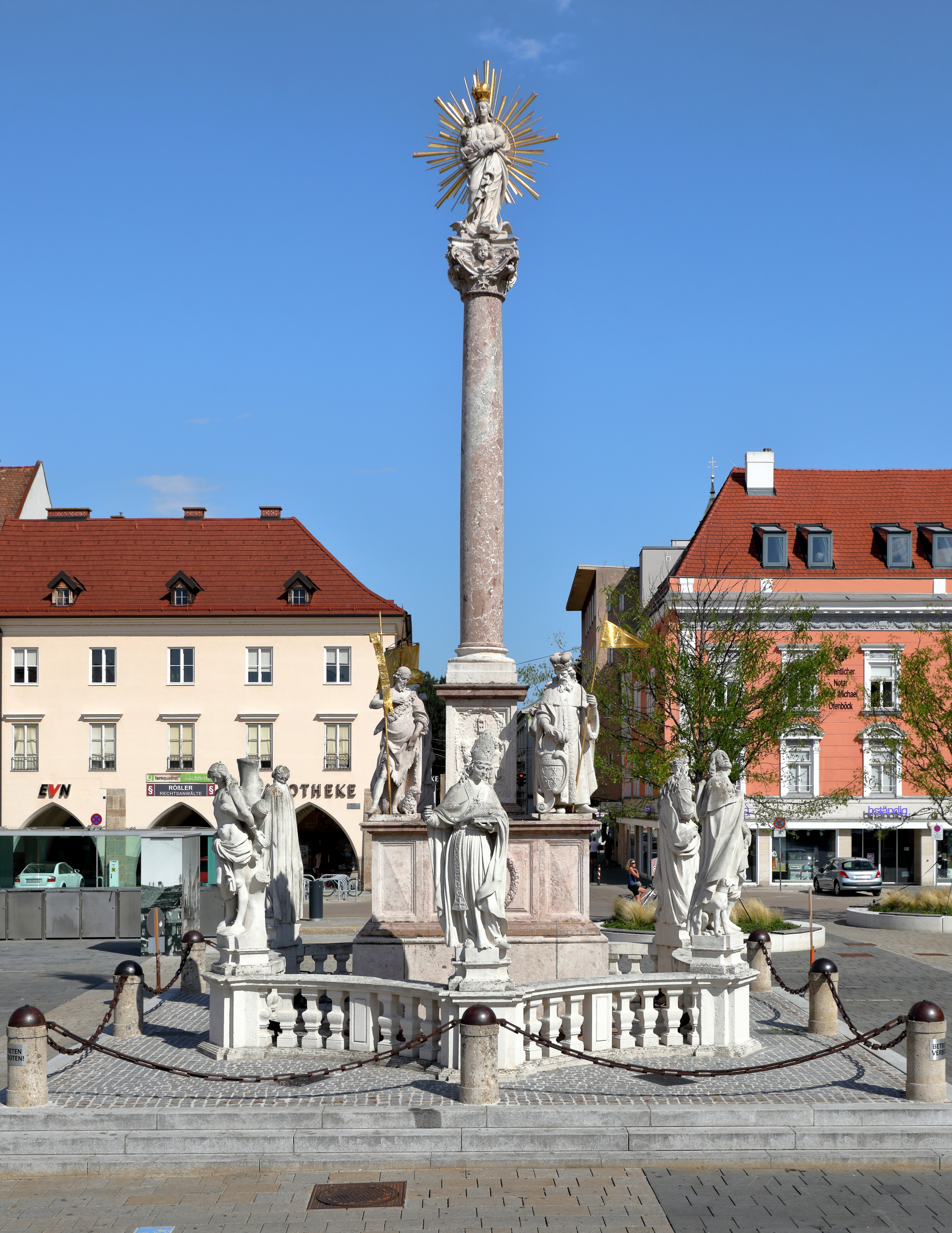
Kolumna maryjna na głównym placu
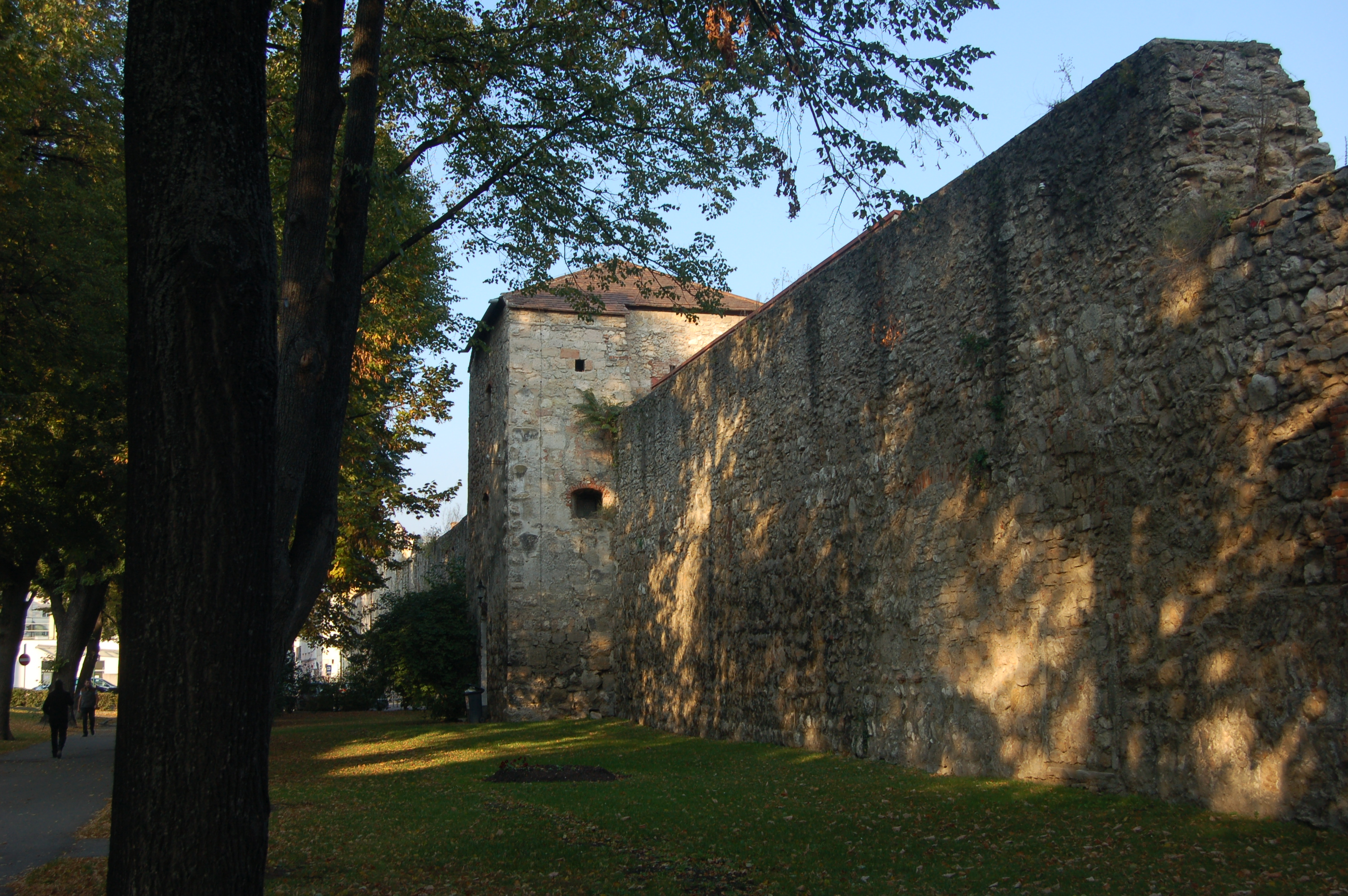
Mury miejskie z basztami
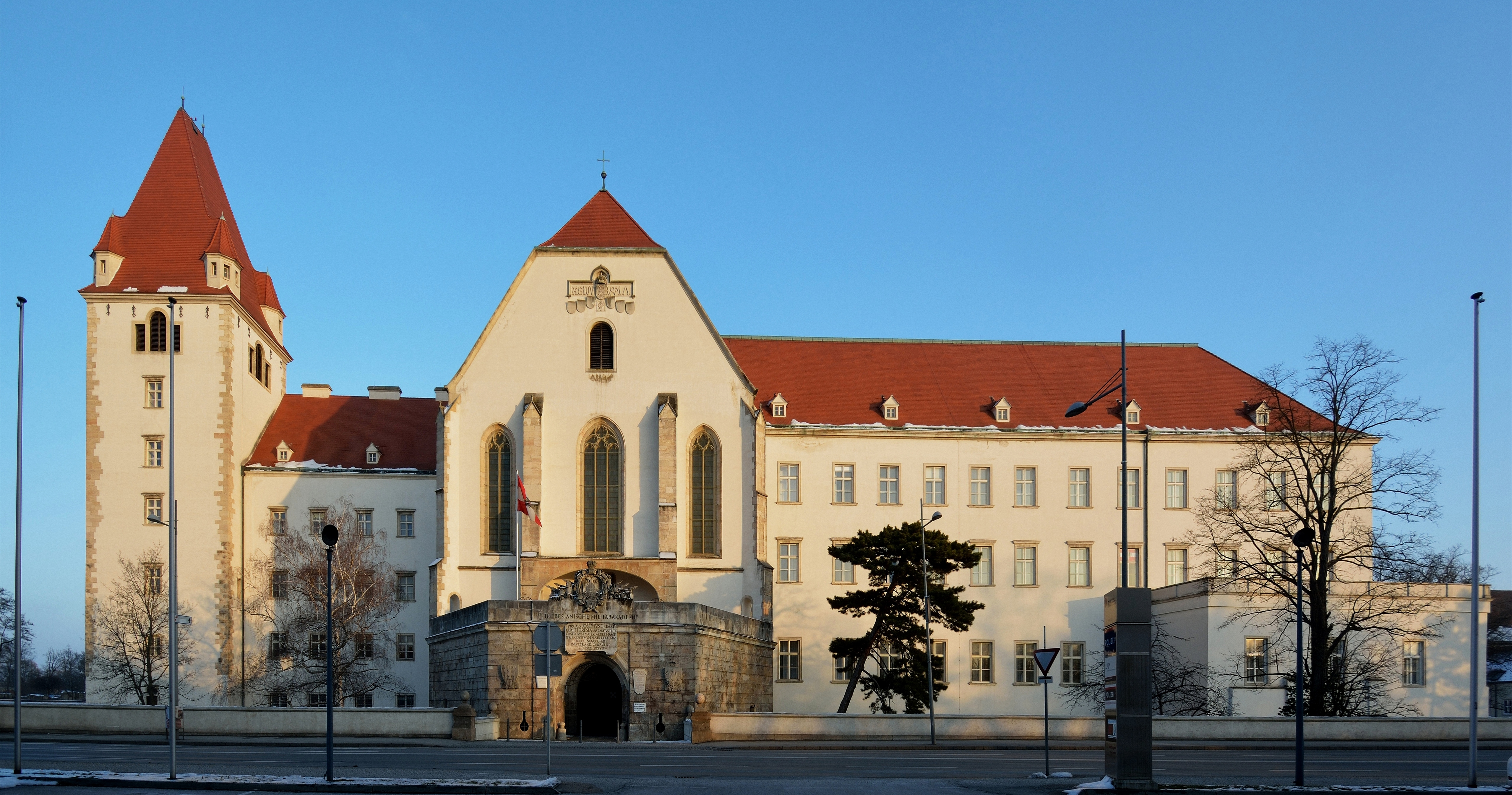
Zamek
- Kościół i klasztor kapucynów
- Kolegiata Trójcy Świętej
- Teatr miejski
- Dawny kościół karmelitów
- Dawne kolegium jezuickie
- Wieża ciśnień

- Katedra
- Ratusz
- Kolumna maryjna na głównym placu
- Mury miejskie
- Zamek

## Sport

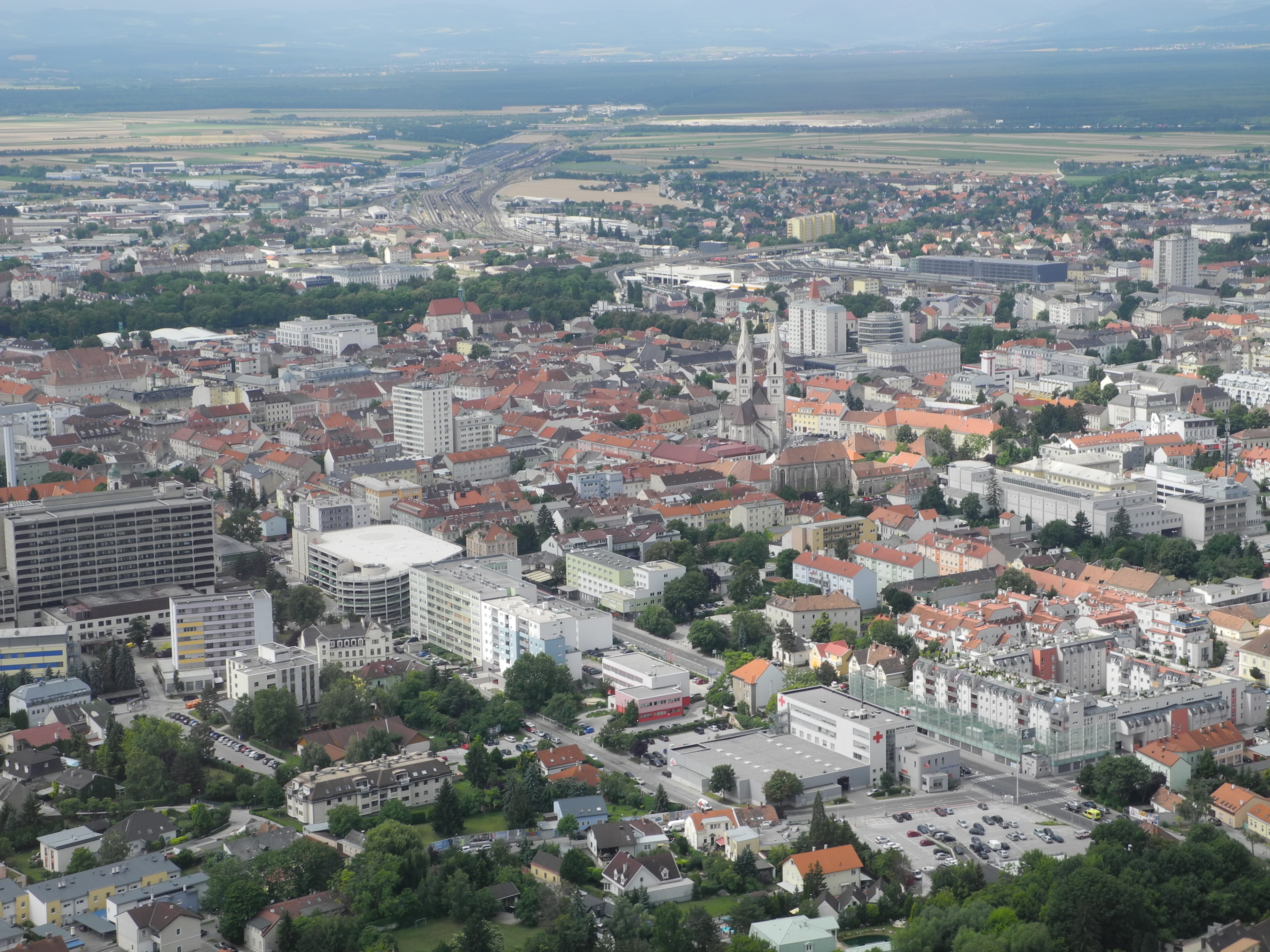
Widok miasta z lotu ptaka

Miasto jest siedzibą klubu Wiener Neustädter SC. W 1995 odbyła się w mieście dotąd jedyna runda żużlowego Grand Prix Austrii.

## Transport
Od 1841 roku w mieście znajduje się stacja kolejowa Wiener Neustadt Hauptbahnhof, która stanowi jeden z największych węzłów kolejowych w Austrii.

## Wojsko
- Terezjańska Akademia Wojskowa

## Osoby urodzone w Wiener Neustadt
W Wiener Neustadt urodzili się cesarz Maksymilian I Habsburg (1459) oraz polski pisarz i popularyzator modelarstwa lotniczego Andrzej Bobkowski (1913).

## Współpraca

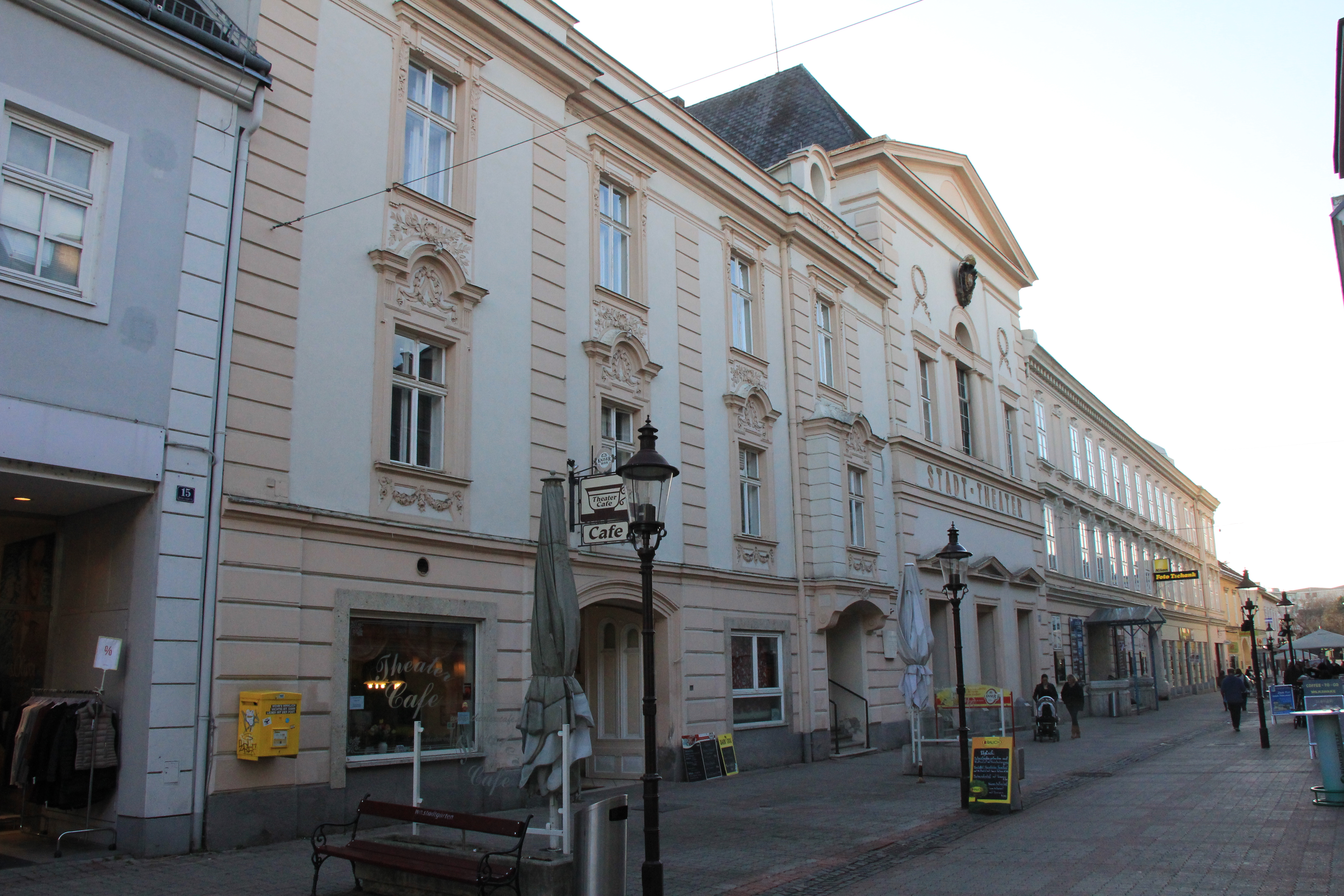
Teatr miejski

Miejscowości partnerskie:
- Desenzano del Garda, Włochy
- Eisenstadt, Burgenland
- Harbin, Chiny
- Monheim am Rhein, Niemcy
- Sopron, Węgry